# Animale fantastice: Crimele lui Grindelwald
Animale fantastice: Crimele lui Grindelwald (titlu original: Fantastic Beasts: The Crimes of Grindelwald) este un film fantastic din 2018 regizat de David Yates și scris de J. K. Rowling. Rolurile principale au fost interpretate de actorii Eddie Redmayne, Katherine Waterston, Dan Fogler, Alison Sudol, Ezra Miller, Zoë Kravitz, Callum Turner, Claudia Kim, William Nadylam, Kevin Guthrie, Jude Law și Johnny Depp. Este continuarea filmului Animale fantastice și unde le poți găsi (2016) și este a doua parte din seria de filme Animale fantastice (Fantastic Beasts) și a zecea în general din franciza (Universul) Harry Potter (Wizarding World).

## Prezentare
Amplasat în 1927, îi urmărește pe Newt Scamander și Albus Dumbledore în timp ce încearcă să-l învingă pe vrăjitorul întunecat Gellert Grindelwald, în timp ce se confruntă cu noi amenințări într-o lume a vrăjitorilor mult mai divizată.

## Distribuție
- Eddie Redmayne - Newt Scamander
- Katherine Waterston - Tina Goldstein
- Dan Fogler - Jacob Kowalski
- Alison Sudol -  Queenie Goldstein
- Ezra Miller - Credence Barebone
- Zoë Kravitz - Leta Lestrange
- Thea Lamb și Ruby Woolfenden - tânăra Leta.
- Callum Turner - Theseus Scamander
- Claudia Kim - Nagini
- William Nadylam - Yusuf Kama
- Isaac Domingos - tânărul Yusuf
- Kevin Guthrie - Abernathy
- Jude Law - Albus Dumbledore
- Toby Regbo - tânărul Dumbledore
- Johnny Depp - Gellert Grindelwald
- Jamie Campbell Bower - tânărul Grindelwald

## Legături
Are legături apropiate cu The Wizarding World of Harry Potter (Lumea Vrăjitorilor), acțiunea însă desfășurându-se înaintea celor din Harry Potter și după cea din Animale fantastice și unde le poți găsi.
Filmul este ecranizat după o carte de J. K. Rowling și face parte din seria Animale Fantastice:
1. Animale fantastice și unde le poți găsi (2016)
2. Animale fantastice: Crimele lui Grindelwald (2018)
3. Animale fantastice: Secretele lui Dumbledore (2022)